# 臧熹 (主持人)
臧熹（1981年3月14日—），辽宁本溪人，现居上海。男主播。2003年6月加入中国共产党。供职于SMG融媒体中心上视编播部，主持《新闻夜线》《媒体大搜索》，偶尔代班《新闻报道》。是夏磊离职后SMG融媒体中心“一哥”和上视新闻“一哥”。

## 简介
臧熹小学、初中、高中分别毕业于本溪市东明小学、本溪市第十三中学、本溪市第一中学。1999年考入北京广播学院播音与主持艺术专业本科，同届著名校友还有尤宁、秦方、涂经纬、赵雅楠、王宁（女）、杨孟潇、董丽萍、曾湉、朱广权等。
2003年本科毕业后正式入职上海文广新闻传媒集团（现上海广播电视台），开始在上海发展。
进台初期主要以轮岗为主，2005年开始主持《新闻透视》《观众中来》，兼任采访部记者。
2006年开始固定主持《上海早晨》，同时亦主持《新闻快报》《午间新闻》《时事传真》《新闻透视》《观众中来》《新闻夜线》《名医大会诊》《世博奇妙夜》等节目。
2011年元旦，臧熹离开《上海早晨》，开始固定主持《新闻夜线》至今，同时亦主持《媒体大搜索》，代班主持《新闻报道》。
2017年12月夏磊离开SMG之后，臧熹正式接替夏磊成为新晋的“上视新闻一哥”和“融媒体中心一哥”。
除常规主持之外，他亦参加众多大型活动的特别报道，如“神舟”“嫦娥”“天宫”系列发射特别报道、抗战胜利60周年、汶川地震、国庆六十周年、世博会开闭幕式、沪宁高铁开通等。其中尤以“神舟”“嫦娥”“天宫”系列发射特别报道为代表的航天直播最为擅长，是SMG航天直播的御用主播。
兼任SMG团委副书记，SMG融媒体中心工会副主席，上视编播部党支部书记，曾兼任原电视新闻中心团委书记。同时亦为上海市青联委员、上海市青年文联理事、上海市青年志愿者协会理事、上海市政协委员、静安区青联常委。
臧熹亦热心公益，参加过“一个鸡蛋的暴走”、盲人讲解无障碍电影，关注自闭症儿童群体等公益活动，担任上海青少年维权平台形象大使、上海市静安区禁毒宣传大使。

## 科普活动
臧熹在2022年在bilibili视频网站开设账号，科普航天航空知识和新闻，受到用户的欢迎。

## 获奖与提名
- 2010年第20届中国新闻奖二等奖“直击日全食”直播特别节目（现场记者）

- 2011年SMG播音主持新秀

- 2012年SMG名优播音员主持人提名

- 2013年SMG优秀播音员主持人

- 2014年首届全国十佳电视主持新秀（提名奖）

- 2013-2014年度上海市杰出青年志愿者

- 2014年第十届中国青年志愿者优秀个人[2]

- 2014年第九届上海市文化新人[3]

- 2014年SMG名优播音员主持人提名

- 2014年好记者讲好故事演讲比赛全国十佳

- 2015年SMG名优播音员主持人提名

- 2016年第八届上海市德艺双馨电视艺术工作者[4]

- 2017年第26届上海新闻奖二等奖《筑梦空间站》系列专题[5]

- 2017年上海市科技新闻奖一等奖 《筑梦空间站》网络新媒体专题、三等奖《筑梦空间站——神舟十一号发射直播特别报道》

- 此外，臧熹亦荣获上海广播电视奖二等奖、上海市青年五四奖章、上海市十佳禁毒志愿者、SMG新长征突击手等荣誉称号。